# Ống dẫn nhựa
Ống dẫn nhựa là tổ chức dẫn truyền chất tiết xuất ở một số loài thực vật, được liên kết với nhau thành một hệ thống hoàn chỉnh trong thân cây. Có hai loại ống dẫn nhựa trên thân cây: Ống dẫn nhựa dọc và ống dẫn nhựa ngang.

## Ống dẫn nhựa dọc
Loại ống dẫn nhựa có sắp xếp thành ống có chiều song song với trục thân cây. Có ở cây gỗ lá kim và một số cây gỗ lá rộng. Ống dẫn nhựa dọc được tạo thành từ ba loại tế bào: 
- Tế bào tiết nhựa: giữ chức năng tiết nhựa, vách tế bào cấu tạo chủ yếu từ xenlulo nên có khả năng đàn hồi lớn, thích hợp với khả năng tiết nhựa.
- Tế bào chết: giữ chức năng bảo vệ tế bào tiết nhựa, tạo thành ống.
- Tế bào sống: có chức năng dự trữ chất dinh dưỡng để nuôi tế bào tiết.

Chiều dài của các tế bào chủ yếu từ 50–80 mm đường kính bình quân 100 μm.
Trên mặt cắt ngang, ống dẫn nhựa dọc ở gỗ lá kim phân tán dải rác, tập trung nhiều ở phần gỗ muộn. Một số cây gỗ lá rộng cũng có ống dẫn nhựa dọc và phân bố theo 3 hình thức: Phân tán; Làm thành hàng ngắn; Làm thành hàng liên tục theo hướng vòng năm.

## Ống dẫn nhựa ngang
Là loại ống dẫn nhựa có hướng vuông góc với trục dọc thân cây. Đặc biệt chỉ cỏ ở một số loài cây lá kim. Ống dẫn nhữa ngang thường nằm ở trong tia gỗ nhưng không phải tia gỗ nào cũng có. Ống dẫn nhựa ngang không có tế bào sống vì dùng dinh dưỡng luôn với tia gỗ. Chiều dài bằng chiều dài tia gỗ, đường kính khoảng 40 μm.